# Aeroportul Daytona Beach
Aeroportul Daytona Beach (IATA: DAB, ICAO: KDAB, FAA LID: DAB) este un aeroport din Florida, Statele Unite ale Americii ce deservește zona Daytona Beach. Aeroportul a fost tranzitat în 2019 de 681.630 de pasageri. A fost numit după zona deservită.
Situat la o altitudine de 10 m, aeroportul dispune de 3 piste.

## Infrastructură

### Piste
Aeroportul dispune de 3 piste: 
- pista 07L/25R, cu dimensiunile 10.500 picioare × 150 picioare
- pista 07R/25L din asfalt, cu dimensiunile 3.195 picioare × 100 picioare
- pista 16/34 din asfalt, cu dimensiunile 6.001 picioare × 150 picioare